# كارل بيرجر بلومدال
كارل بيرجر بلومدال (19 أكتوبر 1916 14 يونيو 1968)، ملحن و قائد سويدي.
ولد في فاكسجو وتلقى تعليمه في الكيمياء الحيوية، لكنه كان نشطًا في المقام الأول في الموسيقى، ومن خلال مؤلفاته التجريبية أصبح أحد الأسماء الكبيرة في الحداتة السويدية. وكان من بين أساتذته هيلدينق رورنبرغ. توفي في كينقسانقان، ستوكهولم.
- (1966) ... الرحلة في هذه الليلة للسوبرانو والأوركسترا الوترية (في قصيدة لاريك ليندرجرين )